# Liste des édifices labellisés « Patrimoine du XXe siècle » d'Eure-et-Loir
Cet article recense les édifices labellisés jusqu'en 2016 au titre du Patrimoine du XXe siècle du département français d'Eure-et-Loir, date à laquelle ce label est remplacé par le dispositif Architecture contemporaine remarquable.

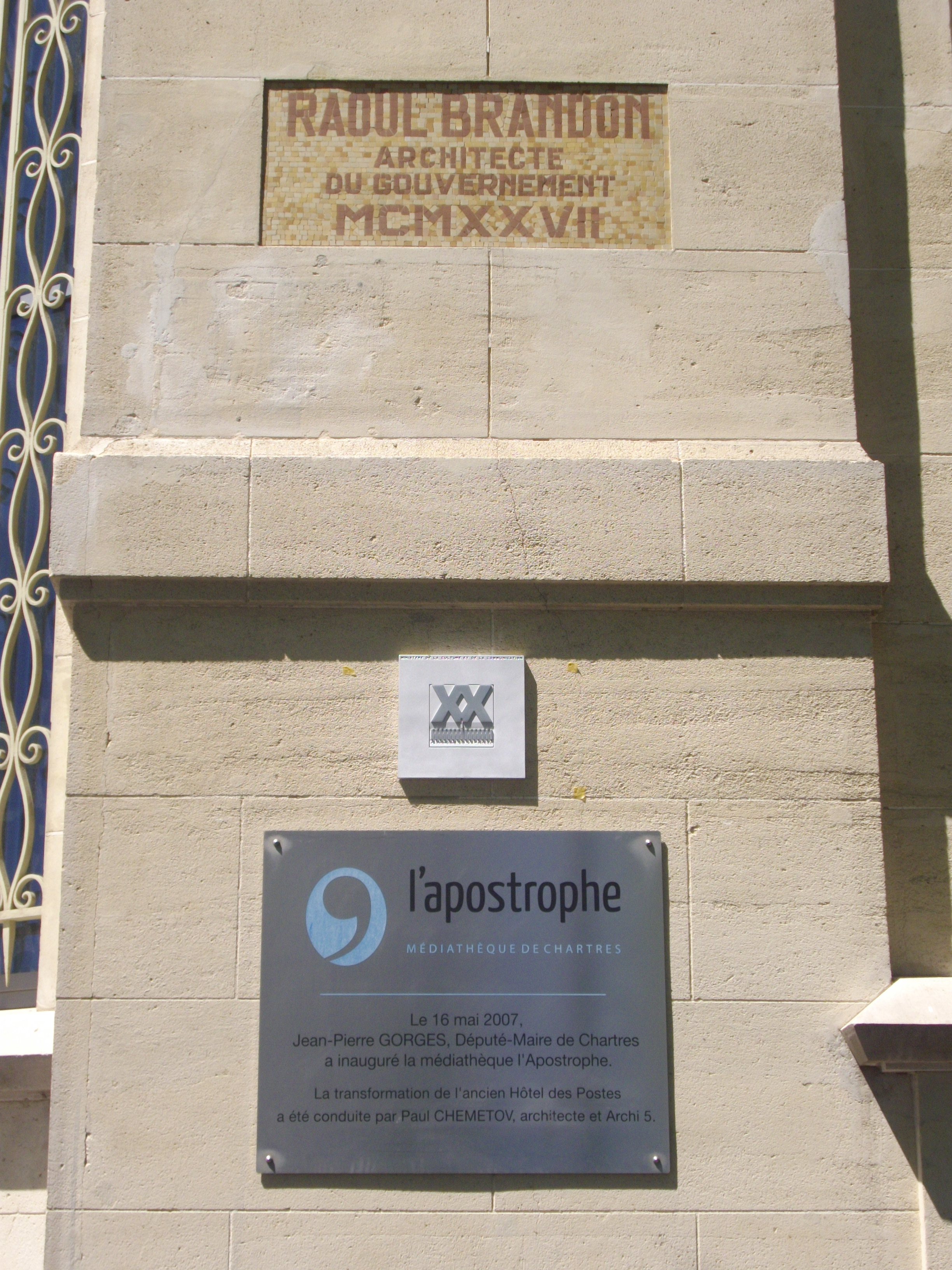
Au centre, plaque « Patrimoine du XX^{e} siècle » sur l'ancien hôtel des Postes de Chartres.

## Obtentions du label
- Au 31 décembre 2010, l'Eure-et-Loir compte, à Chartres, 2 immeubles protégés du patrimoine du XXe siècle[1].
- En 2016, l'église Saint-Jean-Baptiste de Rechèvres, à Chartres, est classée au Patrimoine du XXe siècle[2].
- En 2017, le lycée Rémi Belleau de Nogent-le-Rotrou obtient ce label[3]

## Liste
| Monument                                | Commune          | Adresse                               | Coordonnées                      | Notice               | Protection | Date | Illustration                            |
| --------------------------------------- | ---------------- | ------------------------------------- | -------------------------------- | -------------------- | ---------- | ---- | --------------------------------------- |
| Église Saint-Jean-Baptiste de Rechèvres | Chartres         | Rue de l'Espérance                    | 48° 27′ 21″ nord, 1° 28′ 46″ est | « PA28000010 »       | Inscrit    | 2002 | Église Saint-Jean-Baptiste de Rechèvres |
| Hôtel des Postes de Chartres            | Chartres         | 1 boulevard Maurice-Viollette         | 48° 26′ 43″ nord, 1° 29′ 00″ est | « PA00132560 »       | Inscrit    | 1994 | Hôtel des Postes de Chartres            |
| Lycée Rémi Belleau                      | Nogent-le-Rotrou | 33 rue Bretonnerie                    | 48° 19′ 04″ nord, 0° 48′ 38″ est | Notice no ACR0000332 |            | 2014 | Lycée Rémi Belleau                      |
| Maison Picassiette                      | Chartres         | 22 rue du Repos                       | 48° 26′ 32″ nord, 1° 30′ 25″ est | « PA00097013 »       | Classé     | 1983 | Maison Picassiette                      |
| Monument à Noël Ballay                  | Chartres         | Place du Lycée                        | 48° 26′ 32″ nord, 1° 29′ 31″ est | « PA28000043 »       | Inscrit    | 2017 | Monument à Noël Ballay                  |
| Monument à Louis Pasteur                | Chartres         | Rue Charles-Brune Rue Georges-Fessard | 48° 26′ 46″ nord, 1° 28′ 56″ est | « PA28000046 »       | Inscrit    | 2017 | Monument à Louis Pasteur                |